# Имплицитный автор
Имплицитный автор (англ. implied author; термин введён Уэйном Бутом) — образ автора, создаваемый читателем в ходе восприятия им текста. Имплицитный автор присутствует в произведении независимо от воли самого писателя и во многом определяется сознанием читателя, не совпадая тем самым с автором — физическим лицом. По представлениям нарратологии вместе с парной коммуникативной инстанцией — имплицитным читателем — ответственен за установление и обеспечение художественной коммуникации. Термин «имплицитный автор» корреспондирует с такими литературоведческими концептами, как концепированный автор (Б. Корман), образ автора (В. Виноградов), вненаходимый автор (М. Бахтин).
Имплицитный автор — одна из концепций, разрабатываемых в рамках постмодернизма.